# Československá hokejová reprezentace v sezóně 1959/1960
Československá hokejová reprezentace v sezóně 1959/1960 sehrála celkem 16 zápasů.

## Přehled mezistátních zápasů
| Pořadí | Datum              | Soupeř    | Výsledek             | Soutěž                    | Místo utkání   |
| ------ | ------------------ | --------- | -------------------- | ------------------------- | -------------- |
| 314.   | 7. října 1959      | NDR       | 9:2 (4:0, 4:0, 1:2)  | přátelsky                 | Saská Kamenice |
| 315.   | 10. října 1959     | NDR       | 2:1 (1:1, 0:0, 1:0)  | přátelsky                 | Berlín         |
| 316.   | 11. října 1959     | NDR       | 5:4 (5:2, 0:1, 0:1)  | přátelsky                 | Berlín         |
| 317.   | 10. listopadu 1959 | Švédsko   | 2:1 (0:1, 1:0, 1:0)  | přátelsky                 | Stockholm      |
| 318.   | 12. listopadu 1959 | Švédsko   | 3:11 (1:3, 0:4, 2:4) | přátelsky                 | Stockholm      |
| 319.   | 14. listopadu 1959 | Norsko    | 8:0 (4:0, 2:0, 2:0)  | přátelsky                 | Oslo           |
| 320.   | 15. listopadu 1959 | Norsko    | 9:1 (1:0, 4:0, 4:1)  | přátelsky                 | Oslo           |
| 321.   | 9. února 1960      | USA       | 3:4 (1:3, 0:1, 2:0)  | přátelsky                 | Los Angeles    |
| 322.   | 10. února 1960     | USA       | 5:5 (1:2, 3:1, 1:2)  | přátelsky                 | Los Angeles    |
| 323.   | 19. února 1960     | USA       | 5:7 (1:2, 3:1, 1:4)  | Zimní olympijské hry 1960 | Squaw Valley   |
| 324.   | 20. února 1960     | Austrálie | 18:1 (7:1, 3:0, 8:0) | Zimní olympijské hry 1960 | Squaw Valley   |
| 325.   | 22. února 1960     | SSSR      | 5:8 (2:3, 1:2, 2:3)  | Zimní olympijské hry 1960 | Squaw Valley   |
| 326.   | 24. února 1960     | Kanada    | 0:4 (0:3, 0:1, 0:0)  | Zimní olympijské hry 1960 | Squaw Valley   |
| 327.   | 25. února 1960     | Švédsko   | 3:1 (3:0, 0:1, 0:0)  | Zimní olympijské hry 1960 | Squaw Valley   |
| 328.   | 27. února 1960     | SRN       | 9:1 (3:1, 4:0, 2:0)  | Zimní olympijské hry 1960 | Squaw Valley   |
| 329.   | 28. února 1960     | USA       | 4:9 (3:3, 1:0, 0:6)  | Zimní olympijské hry 1960 | Squaw Valley   |

## Bilance sezóny 1959/60
| Soupeř    | Zápasy | Výhry | Remízy | Prohry | Skóre |
| --------- | ------ | ----- | ------ | ------ | ----- |
| Austrálie | 1      | 1     | 0      | 0      | 18:1  |
| Kanada    | 1      | 0     | 0      | 1      | 0:4   |
| NDR       | 3      | 3     | 0      | 0      | 16:7  |
| Norsko    | 2      | 2     | 0      | 0      | 17:1  |
| SRN       | 1      | 1     | 0      | 0      | 9:1   |
| SSSR      | 1      | 0     | 0      | 1      | 5:8   |
| Švédsko   | 3      | 2     | 0      | 1      | 8:13  |
| USA       | 4      | 0     | 1      | 3      | 15:25 |
| Celkem    | 16     | 9     | 1      | 6      | 88:60 |

## Další zápasy reprezentace
| Datum           | Soupeř                      | Výsledek             | Soutěž    | Místo utkání   |
| 10. ledna 1960  | Lokomotíva Vagónka Poprad   | 14:1 (5:0, 2:0, 7:1) | přátelsky | Poprad         |
| 12. ledna 1960  | Brighton Tigers             | 10:1 (1:1, 4:0, 5:0) | přátelsky | Brno           |
| 14. ledna 1960  | Brighton Tigers             | 7:1 (3:0, 3:0, 1:1)  | přátelsky | Praha          |
| 15. ledna 1960  | Chimik Voskresensk          | 1:2 (1:1, 0:1, 0:0)  | přátelsky | Pardubice      |
| 16. ledna 1960  | Chimik Voskresensk          | 6:1 (1:0, 1:1, 4:0)  | přátelsky | Hradec Králové |
| 2. února 1960   | University of Minnesota     | 2:3 (1:0, 1:2, 0:1)  | přátelsky | Minneapolis    |
| 5. února 1960   | Warroad Lakers              | 7:3 (2:1, 2:2, 3:0)  | přátelsky | Warroad        |
| 7. února 1960   | Butte Bombers               | 22:3 (6:2, 9:0, 7:1) | přátelsky | Butte          |
| 2. března 1960  | Windsor Bulldogs            | 4:8 (1:2, 2:3, 1:3)  | přátelsky | Windsor        |
| 4. března 1960  | Whitby Dunlops              | 2:6 (0:2, 1:4, 1:0)  | přátelsky | Toronto        |
| 6. března 1960  | Kitchener Waterloo Dutchmen | 5:6 (2:2, 2:3, 1:1)  | přátelsky | Kitchener      |
| 8. března 1960  | Sudbury Wolves              | 9:4 (3:2, 5:0, 1:2)  | přátelsky | Sudbury        |
| 10. března 1960 | Welland - Crowland          | 6:0 (4:0, 0:0, 2:0)  | přátelsky | Port Colborne  |
| 12. března 1960 | HC Strathroy                | 3:2 (1:2, 1:0, 1:0)  | přátelsky | Strathroy      |

## Přátelské mezistátní zápasy
Československo –  NDR	9:2 (4:0, 4:0, 1:2)
7. října 1959 – Karl-Marx-Stadt

Branky Československa:1. Ján Starší, 6. Jozef Golonka, 8. Miroslav Vlach, 15. Ján Starší, 25. Július Černický, 27. Josef Černý, 32. František Vaněk, 38. Bohumil Prošek, 45. Josef Černý.

Branky NDR: 46. Wolfgang Blümel, 58. Joachim Franke.

Rozhodčí: Gennaro Olivieri (SUI), Karl Müller (SUI)
ČSR: Josef Mikoláš – Karel Gut, František Tikal, Jozef Čapla, Jan Kasper – Július Černický, Jozef Golonka, Ján Starší – Josef Černý, František Vaněk, Bohumil Prošek – Miroslav Vlach, Karol Fako, Josef Klíma
NDR: Walter Kindermann – Günter Schischefski, Dieter Voigt, Horst Heinze, Heinz Kuczera – Dieter Kratzsch, Manfred Buder, Joachim Franke – Erich Novy, Wolfgang Blümel, Joachim Rudert – Hans Frenzel, Joachim Ziesche, Gerhard Klügel.
 Československo –  NDR	2:1 (1:1, 0:0, 1:0)
10. října 1959 – Berlín

Branky Československa: 9. Július Černický, 60. Jozef Golonka.

Branky NDR: 15. Manfred Buder.

Rozhodčí: Gennaro Olivieri (SUI), Karl Müller (SUI)
ČSR: Zdeněk Vojta – Karel Gut, František Tikal, Václav Šmat, Stanislav Bacílek – Július Černický, Jozef Golonka, Ján Starší – Josef Černý, František Vaněk, Bohumil Prošek – Jaroslav Jiřík, Václav Pantůček, Jaroslav Volf
NDR: Klaus Hirche – Horst Heinze, Heinz Kuczera, Günter Schischefski, Dieter Voigt – Werner Künstler, Wolfgang Blümel, Joachim Rudert – Gerhard Klügel, Joachim Ziesche, Hans Frenzel – Peter Lehnigk, Manfred Buder, Joachim Franke.
 Československo –  NDR	5:4 (5:2, 0:1, 0:1)
11. října 1959 – Berlín

Branky Československa: 2. Ján Starší, 4. Miroslav Vlach, 6. Jaroslav Jiřík, 15. Stanislav Bacílek, 15. Jaroslav Jiřík.

Branky NDR: 9. Joachim Rudert, 12. Joachim Franke, 32. Erich Novy, 45. Günther Heinicke.

Rozhodčí: Gennaro Olivieri (SUI), Karl Müller (SUI)
ČSR: Josef Mikoláš (21.Zdeněk Vojta) – Karel Gut, František Tikal, Jan Kasper, Stanislav Bacílek – Július Černický, Jozef Golonka, Ján Starší – Miroslav Vlach, Karol Fako, Josef Klíma – Jaroslav Jiřík, Václav Pantůček, Jaroslav Volf
NDR: Klaus Hirche – Horst Heinze, Heinz Kuczera, Günter Schischefski, Günther Heinicke – Werner Künstler, Wolfgang Blümel, Joachim Rudert – Gerhard Klügel, Joachim Ziesche, Hans Frenzel – Erich Novy, Manfred Buder, Joachim Franke – Peter Lehnigk.
 Československo –  Švédsko	2:1 (0:1, 1:0, 1:0)
10. listopadu 1959 – Stockholm

Branky a nahrávky Československa: 33. Jaroslav Volf, 52. Jozef Golonka (Ján Starší, Karel Gut).

Branky a nahrávky Švédska: 10. Lars-Eric Lundvall (Ronald Pettersson).

Rozhodčí: Tore Johannesson (NOR), Wick (NOR)

Vyloučení: 3:1 (využití 0:0)
ČSR: Vladimír Nadrchal – Karel Gut, František Tikal, Stanislav Bacílek, Václav Šmat – Ján Starší, Jozef Golonka, Július Černický – Miroslav Vlach, Václav Pantůček, Karol Fako – Jaroslav Jiřík, Bohumil Prošek, Jaroslav Volf
Švédsko: Kjell Svensson – Roland Stoltz, Lars Björn, Hans Svedberg, Ingemar Johansson – Kurt Thulin, Sven Tumba Johansson, Åke Rydberg – Ronald Pettersson, Nisse Nilsson, Lars-Eric Lundvall – Sigurd Bröms, Sund, Carl-Göran Öberg
 Československo –  Švédsko	3:11 (1:3, 0:4, 2:4)
12. listopadu 1959 – Stockholm

Branky a nahrávky Československa: 19. Jozef Golonka, 49. Miroslav Vlach, 58. Jozef Golonka (Bohumil Prošek).

Branky a nahrávky Švédska: 8. Ulf Sterner, 12. Nisse Nilsson, 12. Sven Tumba Johansson, 26. Lars-Eric Lundvall, 30. Einar Granath, 39. Ronald Pettersson, 40. Ulf Sterner (Kurt Thulin), 42. Lars Björn, 51. Lars-Eric Lundvall, 53. Sven Tumba Johansson, 54. Carl-Göran Öberg (Einar Granath).

Rozhodčí: Tore Johannesson (NOR), Wick (NOR)

Vyloučení: 2:0 (využití 0:0)
ČSR: Zdeněk Vojta – Karel Gut, František Tikal, Stanislav Bacílek, Václav Šmat – Ján Starší, Jozef Golonka, Július Černický – Miroslav Vlach, Václav Pantůček, Bohumil Prošek – Jaroslav Jiřík, Karol Fako, Jaroslav Volf
Švédsko: Bengt Lindqvist – Roland Stoltz, Lars Björn, Hans Svedberg, Ingemar Johansson – Kurt Thulin, Sven Tumba Johansson, Carl-Göran Öberg – Ronald Pettersson, Nisse Nilsson, Lars-Eric Lundvall – Sigurd Bröms, Einar Granath, Ulf Sterner.
 Československo –  Norsko	8:0 (4:0, 2:0, 2:0)
14. listopadu 1959 – Oslo

Branky Československa: 11. Jaroslav Volf, 13. Karel Gut, 19. Miroslav Vlach, 20. Miroslav Vlach, 30. Július Černický, 36. Miroslav Vlach, 56. Jozef Golonka, 59. Jaroslav Jiřík.

Rozhodčí: Olle Wilkert (SWE), Finar Boström (SWE)

Vyloučení: 2:1 (využití 0:0)
ČSR: Vladimír Nadrchal – Karel Gut, František Tikal, Stanislav Bacílek, Jozef Čapla – Ján Starší, Jozef Golonka, Július Černický – Miroslav Vlach, Václav Pantůček, Vlastimil Franc – Jaroslav Jiřík, Karol Fako, Jaroslav Volf.
Norsko: Einar Rath – Roar Bakke, Henrik Petersen, Egil Bjerklund, Trond Gundersen – Terje Hellerud, Dalsøren, Einar Bruno Larsen – Willy Walbye, Per Moe, Christian Petersen – Eriksen, Georg Smefjell, Knut Stenberg.
 Československo –  Norsko	9:1 (1:0, 4:0, 4:1)
15. listopadu 1959 – Oslo

Branky Československa: 19. Miroslav Vlach, 22. Ján Starší, 26. Václav Pantůček, 28. Jaroslav Volf, 30. Miroslav Vlach, 42. Václav Pantůček, 43. František Tikal, 48. Václav Pantůček, 49. Miroslav Vlach.

Branky Norska: 59. Roar Bakke.

Rozhodčí: Olle Wilkert (SWE), Finar Boström (SWE)
ČSR: Vladimír Nadrchal - Karel Gut, František Tikal, Stanislav Bacílek, Jozef Čapla, Václav Šmat - Ján Starší, Jozef Golonka, Július Černický - Miroslav Vlach, Václav Pantůček, Bohumil Prošek - Jaroslav Jiřík, Karol Fako, Jaroslav Volf.                              

 Československo –  USA 3:4 (1:3, 0:1, 2:0)
9. února 1960 – Los Angeles

Branky a nahrávky Československa: 1:2 10. Václav Pantůček (Bronislav Danda), 42. František Tikal, 57. Vlastimil Bubník (Karel Gut, Bronislav Danda).

Branky a nahrávky USA: 8. Paul Johnson, 0:2 10. Dick Rodenheiser (Robert Cleary), 19. Bill Cleary (Dick Rodenheiser), 30. Robert McVey (Bill Cleary, Robert Cleary).

Rozhodčí: Newson (USA), Riley (USA)

Vyloučení: 0:1 (využití 0:0)
ČSR: Vladimír Dvořáček – Rudolf Potsch, Jan Kasper, Karel Gut, František Tikal – Vlastimil Bubník, Václav Pantůček, Bronislav Danda – Ján Starší, Jozef Golonka, Miroslav Vlach – Jaroslav Volf, František Vaněk, Josef Černý.
USA: Jack McCartan – Jack Kirrane, Edwyn Owen, Rodney Paavola, Robert McVey – Weldon Olson, Paul Johnson, Gene Grazia – Tom Williams, Bill Christian, Roger Christian – Dick Rodenheiser, Bill Cleary, Robert Cleary.
 Československo –  USA 5:5 (1:2, 3:1, 1:2)
10. února 1960 – Los Angeles

Branky a nahrávky Československa: 13. Miroslav Vlach (Ján Starší, Jozef Golonka), 28. Vlastimil Bubník (Jaroslav Jiřík), 30. Josef Černý (Jan Kasper), 4:3 36. František Mašlaň, 41. Vlastimil Bubník.

Branky a nahrávky USA: 12. Bill Cleary, 18. Dick Meredith, 3:3 36. Robert Cleary (Bill Cleary), 56. Robert Cleary, 57. Dick Meredith

Rozhodčí: Newson (USA), Riley (USA)

Vyloučení: 4:2 (využití 0:0)
ČSR: Vladimír Dvořáček – Rudolf Potsch, Jan Kasper, František Mašlaň, František Tikal – Vlastimil Bubník, Václav Pantůček, Bronislav Danda (21. Jaroslav Jiřík, 41. Stanislav Bacílek) – Jaroslav Volf, František Vaněk, Josef Černý – Ján Starší, Jozef Golonka, Miroslav Vlach - Jaroslav Jiřík.
USA: Laurence Palmer – Jack Kirrane, Rodney Paavola, Edwyn Owen – Weldon Olson, Gene Grazia, Dick Meredith – Tom Williams, Bill Christian, Robert McVey – Bill Cleary, Robert Cleary, Dick Rodenheiser.

## Další zápasy reprezentace
Československo –  Lokomotíva Vagónka Poprad 14:1 (5:0, 2:0, 7:1)
10. ledna 1960 – Poprad

Branky Československa: 4x Ján Starší, 3x Jozef Golonka, 3x František Vaněk, 2x Miroslav Vlach, Rudolf Scheuer, Jaroslav Volf.

Branka Papradu: 1:13 Šterbák.

Rozhodčí: Vojtěch Okoličány (TCH), Ladislav Bartoš (TCH)
ČSR: Josef Mikoláš – Rudolf Potsch, Jan Kasper, František Mašlaň, František Tikal, Stanislav Bacílek, Stanislav Sventek - Ján Starší, Jozef Golonka, Miroslav Vlach - Rudolf Scheuer, František Vaněk, Josef Černý – Jaroslav Volf, Karol Fako, Josef Barta.
 Československo –  Brighton Tigers  10:1 (1:1, 4:0, 5:0)
12. ledna 1960 – Brno

Branky Československa: 15. Miroslav Vlach, 25. Václav Pantůček, 35. Ján Starší, 37. Miroslav Vlach, 40. Ján Starší, 41. Václav Pantůček, 43. Miroslav Vlach, 50. Rudolf Potsch, 55. Jaroslav Volf, 56. Josef Černý.

Branky Brighton Tigers: 8. Beach.

Rozhodčí: Karel Svítil (TCH), Oldřich Bartošek (TCH)
ČSR: Vladimír Nadrchal – Rudolf Potsch, Jan Kasper, František Mašlaň, František Tikal - Vlastimil Bubník (Jaroslav Volf), Václav Pantůček, Bronislav Danda - Ján Starší, Jozef Golonka, Miroslav Vlach - Rudolf Scheuer, František Vaněk, Josef Černý.
Brighton Tigers: Tony Parisi - Carlye, E. Kurz, Yanchuk, Bragagne - Turple, George Beach, McNeil - Lucien Gilbert, Ken Saunders, Ewanson - King (Mike O'Brien), Milford, Hogson. 
 Československo –  Brighton Tigers   	7:1 (3:0, 3:0, 1:1)
14. ledna 1960 – Praha

Branky Československa: 1. Václav Pantůček, 9. Jaroslav Jiřík, 11. Jaroslav Jiřík, 24. Jaroslav Jiřík, 28. Miroslav Vlach, 34. Miroslav Vlach, 7:1 Václav Pantůček.

Branky Brighton Tigers: 6:1 Turple.

Rozhodčí: Miloslav Pokorný (TCH), Quido Adamec (TCH)
ČSR: Vladimír Dvořáček - Karel Gut, František Tikal, Stanislav Bacílek, Stanislav Sventek - Zdeněk Kepák, Václav Pantůček, Bronislav Danda - Ján Starší, Jozef Golonka, Miroslav Vlach - Josef Barta, Karol Fako, Jaroslav Jiřík.
Brighton Tigers: Tony Parisi - Yanchuk, Bragagnola, Carlye, E. Kurz - King, Hogson, George Beach - Milford, McNeil, Turple - Mike O'Brien, Lucien Gilbert, Ewanson - Ken Saunders.
 Československo –  Chimik Voskresensk  	1:2 (1:1, 0:1, 0:0) 
15. ledna 1960 – Brno

Branky Československa: 1. Josef Černý.

Branka Voskresenska: 14. Jurij Borisov, 28. Valerij Gavrilov.

Rozhodčí: Karel Svítil (TCH), Jaroslav Dvorský (TCH)

Vyloučení: 2:3
ČSR: Josef Mikoláš – Rudolf Potsch, Jan Kasper, Stanislav Bacílek, Stanislav Sventek - Ján Starší, Jozef Golonka, Miroslav Vlach - Josef Černý, František Vaněk, Rudolf Scheuer - Josef Barta, Karol Fako, Jiří Pokorný.
Chimik Voskresensk: Jevgenij Polejev - Jurij Doljagin, Alexandr Ragulin, Vladimir Danilov, Anatolij Vatunin - Vladimir Vasiljev, Jurij Borisov, Jurij Morozov - Valerij Nikitin, Jevgenij Jegorov, Jurij Kopylov - Valerij Gavrilov, Viktor Kaštanov, Vjačeslav Loščinin.
 Československo –  Chimik Voskresensk  6:1 (1:0, 1:1, 4:0) 
15. ledna 1960 – Brno

Branky Československa: 11. Vlastimil Bubník, 36. Ján Starší, 42. Rudolf Potsch, 47. Václav Pantůček, 54. Bronislav Danda, 55. František Tikal.

Branka Voskresenska: 37. Danilov.

Rozhodčí: Quido Adamec (TCH), Miloslav Pokorný (TCH)

Vyloučení: 4:4
ČSR: Vladimír Dvořáček (Josef Mikoláš) – Karel Gut, František Tikal, Rudolf Potsch, Jan Kasper - Bronislav Danda, Václav Pantůček, Vlastimil Bubník - Josef Černý, František Vaněk,  Jaroslav Volf - Ján Starší, Jozef Golonka, Miroslav Vlach.
Chimik Voskresensk: Jevgenij Polejev (Anatolij Ragulin) - Alexandr Ragulin, Jurij Doljagin, Vladimir Danilov, Anatolij Vatunin - Vladimir Vasiljev, Jurij Borisov, Jurij Morozov - Valerij Nikitin, Jevgenij Jegorov, Jurij Kopylov - Valerij Gavrilov, Viktor Kaštanov, Vjačeslav Loščinin.
 Československo –   University of Minnesota 2:3 (1:0, 1:2, 0:1)   
2. února 1960 – Minneapolis

Branky Československa: 14. Karel Gut, 25. Jozef Golonka.

Branky Minnesoty: 31. Larry Johnson, 31. Melnychuk, 55. Jim Rantz.

Rozhodčí: Andy Gustavson (SWE), McGlowen (USA)
ČSR: Vladimír Nadrchal (Vladimír Dvořáček) – Karel Gut, František Tikal, Rudolf Potsch, Jan Kasper - Bronislav Danda, Václav Pantůček, Vlastimil Bubník - Ján Starší, Jozef Golonka, Miroslav Vlach - Josef Černý, František Vaněk,  Jaroslav Volf.
University of Minnesota: Steinweg - Westby, Waski, Meredith, Alm - D. Rowick, R. Rowick, Rassmusen - Jim Rantz, Melnychuk, Grafström - Norman, Mahle, L. Johnson.
 Československo –   Warroad Lakers  7:3 (2:1, 2:2, 3:0) 
5. února 1960 – Warroad

Branky Československa: 1. Václav Pantůček, 10. Jozef Golonka, 24. Jozef Golonka, 28. Jaroslav Jiřík, 46. Vlastimil Bubník, 50. Jan Kasper, 54. Václav Pantůček.

Branky Lakers: 7. Balagus, 30. Lundström, 31. Fedoruk.

Rozhodčí: Vic Lindquist (CAN), Gordon Kerr (CAN)
ČSR: Vladimír Dvořáček - Rudolf Potsch, Jan Kasper, František Mašláň, František Tikal - Bronislav Danda, Václav Pantůček, Vlastimil Bubník -
Ján Starší, Jozef Golonka, Miroslav Vlach - Jaroslav Volf, František Vaněk, Jaroslav Jiřík.
Warroad Lakers: Gross - Fedoruk, Krizanowski, Matthews, D. Grafsström - S. Grafsström, Pennell, Wilson - Guibault, Balgus, Lundström.
 Československo –   Butte Bombers  22:3 (6:2, 9:0, 7:1)
7. února 1960 – Butte

Branky Československa: 4x Jozef Golonka, 2x Jaroslav Volf, 2x Josef Černý, 2x Ján Starší, 2x Jan Kasper, 2x Václav Pantůček, 2x Miroslav Vlach, 2x Karol Fako, Stanislav Bacílek, František Vaněk, Josef Bárta, vlastní.

Branky Bombers: 2x Craig, Mccauley.

Rozhodčí: Eduard Farda (trenér čs. reprezentace) - Edwards (USA), Beneth (USA) 
ČSR: Vladimír Dvořáček - Rudolf Potsch, Jan Kasper, Karel Gut, Stanislav Bacílek - Ján Starší, Jozef Golonka, Miroslav Vlach - Jaroslav Volf, František Vaněk, Josef Černý - Karol Fako, Václav Pantůček, Josef Bárta.
Butte Bombers: Jerry Sinclair - Neary, Broath, Don McNeill, Bob Tabor - Ed Sibil, Evel Knievel, Les McCallum - McCauley, Koshellick, Al Craig - George Bronston, Patuillo, Tiller.
 Československo –  Windsor Bulldogs 4:8 (1:2, 2:3, 1:3)
2. března 1960 – Windsor

Branky Československa: 1:1 16. Rudolf Potsch, 2:3 21. Rudolf Potsch, 3:5 44. Josef Bárta, 4:7 56. Zdeněk Kepák, 

Branky Bulldogs: 0:1 9. Walker, 1:2 Zorica, 1:3 21. Brown, 2:4 28. Zorica, 2:5 37. Moffat, 3:6 52. Castello, 3:7 52. Zorica, 4:8 Zorica.

Rozhodčí: Farreau (CAN), Uniat (CAN)

Vyloučení: 0:4
ČSR: Josef Mikoláš – Rudolf Potsch, Jan Kasper, František Mašláň (7. Stanislav Bacílek), František Tikal - Jaroslav Volf (11. Josef Černý), Václav Pantůček, Bronislav Danda - Ján Starší, Jozef Golonka, Miroslav Vlach - Zdeněk Kepák, Karol Fako, Josef Bárta.
Windsor Bulldogs: Maniago - Lennie Speck, Servisse, Lou Dietrich, Gil Moffatt - Jack Costello, Pepin, Joe Zorica - Bobby Brown, Ervin Grosse, Tom Walker - Gord Haidy, Bendo, Utendale.
 Československo –  Whitby Dunlops 	2:6 (0:2, 1:4, 1:0)
4. března 1960 – Toronto

Branky Československa: 1:2 23. Zdeněk Kepák, 2:6 44. Jaroslav Jiřík. 

Branky Whitby Dunlops: 0:1 10. Brodier, 0:2 13. Hassard, 1:3 27. Samolenko, 1:4 31. Hassard, 1:5 33. Samolenko, 1:6 33. Tom O'Connor,

Rozhodčí: McLelan (CAN), Shropershire (CAN)
ČSR: Vladimír Nadrchal (21. Josef Mikoláš) – Rudolf Potsch, Jan Kasper, Stanislav Bacílek, František Tikal - Miroslav Vlach, Václav Pantůček, Bronislav Danda - Jaroslav Jiřík, František Vaněk, Josef Černý - Zdeněk Kepák, Karol Fako, Josef Bárta.
Whitby Dunlops: John Henderson - Harry Sinden, Alf Treen, Hoffkins, Macbeath - Sandy Air, Bob Hassard, Pete Bubando - George Samolenko, Robert Attersley, Fred Etcher - Tom O’Connor, Jack Kane, Gordon Myles - Darling, Brodier, William.
 Československo –  Kitchener Waterloo Dutchmen 5:6 (2:2, 2:3, 1:1)
6. března 1960 – Kitchener

Branky Československa: 16. Ján Starší, 17. Jozef Golonka, 30. Miroslav Vlach, 36. Josef Bárta, 43. Josef Černý.

Branky Kitchener Waterloo: 5. Dennis Flanagan, 19. Don Rope, 33. Mader, 34. Mader, 37. Bill Flick, 47. Cliff Pennington.

Rozhodčí: McLelan (CAN), Shropershire (CAN)
ČSR: Josef Mikoláš) – Rudolf Potsch, Jan Kasper, Stanislav Bacílek, František Tikal - Zdeněk Kepák, Karol Fako, Josef Bárta -
Ján Starší, Jozef Golonka, Miroslav Vlach -  Jaroslav Jiřík, František Vaněk, Josef Černý.
Kitchener Waterloo: Harold Hurley - Darryl Sly, Jack Douglas, Murray Davison, Bill Maki - Cliff Pennington, Ken Laufman, Sharpe - Mader, Bill Willie, Don Rope - Bill Flick, Roth, Dennis Flanagan - Bob McKnight, Fred Etcher.
 Československo –  Sudbury Wolves 	9:4 (3:2, 5:0, 1:2) 
8. března 1960 – Sudbury

Branky Československa: 7. Jaroslav Jiřík, 8. Jaroslav Jiřík, 18. Jaroslav Jiřík, 22. Jan Kasper, 24. Jozef Golonka, 27. Václav Pantůček, 28. Jozef Golonka, 33. Ján Starší, 59. Ján Starší.

Branky Sudbury Wolves: 5. Munroe, 14. Stafey, 47. Bobenic, 47. Peterson.
ČSR: Josef Mikoláš – Rudolf Potsch, Jan Kasper, Karel Gut, František Tikal - Vlastimil Bubník (Jaroslav Volf), Václav Pantůček, Bronislav Danda - Ján Starší, Jozef Golonka, Miroslav Vlach - Zdeněk Kepák (Jaroslav Jiřík), Karol Fako, Josef Bárta (Josef Černý ).
Sudbury Wolves: Frederick - Baby, Tomiuk, Munroe, Parri - McKenzie, Peterson, Lemieux - Stafey, O’Grady, Dimmme - Murchie, Papin, Koneczny - Bobenic, Furlani.
 Československo –  Welland - Crowland 6:0 (4:0, 0:0, 2:0) 
10. března 1960 – Port Colborne

Branky Československa: 1:0 3. Ján Starší, 2:0 3. Ján Starší, 3:0 11. Jozef Golonka, 4:0 19. Karel Gut, 5:0 50. Jaroslav Jiřík, 6:0 57. Jozef Golonka.
ČSR: Josef Mikoláš – Rudolf Potsch, Jan Kasper (Stanislav Bacílek), Karel Gut, František Tikal - Vlastimil Bubník, Václav Pantůček, Bronislav Danda - Ján Starší, Jozef Golonka, Miroslav Vlach - Jaroslav Jiřík, František Vaněk, Josef Černý.
Welland - Crowland: Cavasin - Kemp, Buck, Mahon, Reeve, Kereluk - Chodacky, Unger, Robertson - Taylor, Killpatrick, Warchol - Haydon, Horvath, Mulligan - Ritchie.
 Československo –  HC Strathroy 3:2 (1:2, 1:0, 1:0)
12. března 1960 – Strathroy

Branky Československa: 15. Karel Gut, 27. Václav Pantůček, 44. Miroslav Vlach.

Branky Strathroy: 9. Paul Olivier, 11. Don Mayes. 
ČSR: Josef Mikoláš – Rudolf Potsch, Jan Kasper, Karel Gut, František Tikal - Vlastimil Bubník, Václav Pantůček, Bronislav Danda - Ján Starší, Jozef Golonka, Miroslav Vlach - Jaroslav Jiřík, František Vaněk, Josef Černý.
Strathroy: Jim Strachan (30. Dick Piatkowski) - Stan Long, Clark Honner, Marty Zorica, George Coulder - Art Sullivan, Don Emms, Paul Oliver - Jack Lane, Don Mayes, Willard Haas - Jack McCreight, Julian Smith, Bob Geddes.